# Durfort (Tarn)
Durfort település Franciaországban, Tarn megyében. Lakosainak száma 253 fő (2022. január 1.). Durfort Les Cammazes és Sorèze községekkel határos.

## Népesség
A település népességének változása:
| Lakosok száma | 251  | 254  | 249  | 246  | 246  | 244  | 248  | 253  |
|               | 2013 | 2015 | 2017 | 2018 | 2019 | 2020 | 2021 | 2022 |